# توم كوربيت
توم كوربيت (بالإنجليزية: Tom Corbett)‏ هو محامي وسياسي أمريكي، ولد في 17 يونيو 1949 في فيلادلفيا في الولايات المتحدة. نشط حزبياً في الحزب الجمهوري. وقد انتخب حاكم ولاية بنسلفانيا ‏ (18 يناير 2011 – 20 يناير 2015).

## وصلات خارجية
- توم كوربيت على موقع إن إن دي بي (الإنجليزية)